# Sekretarz stanu (Polska)

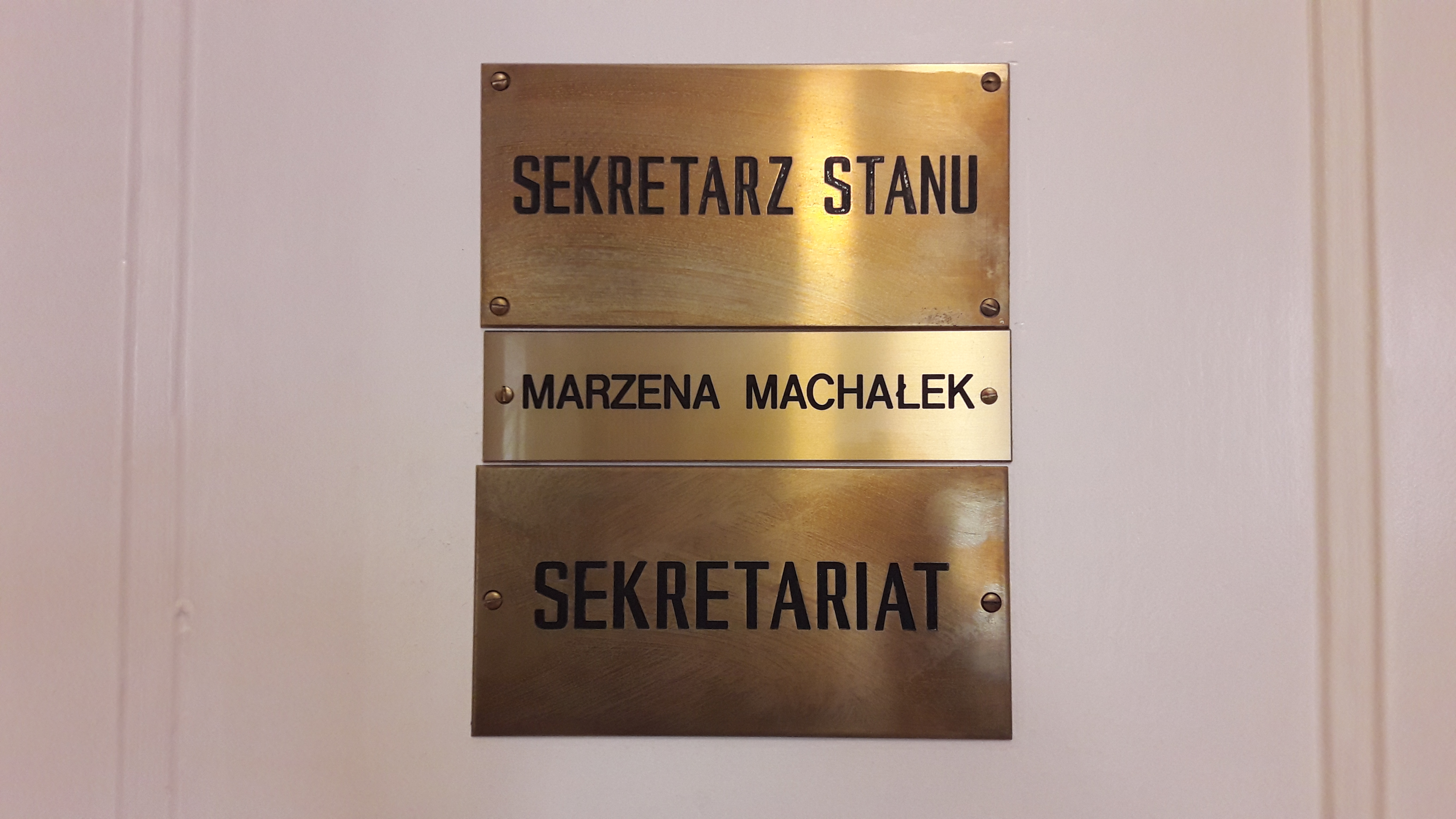
Tabliczki w Ministerstwie Edukacji Narodowej na drzwiach sekretarza…

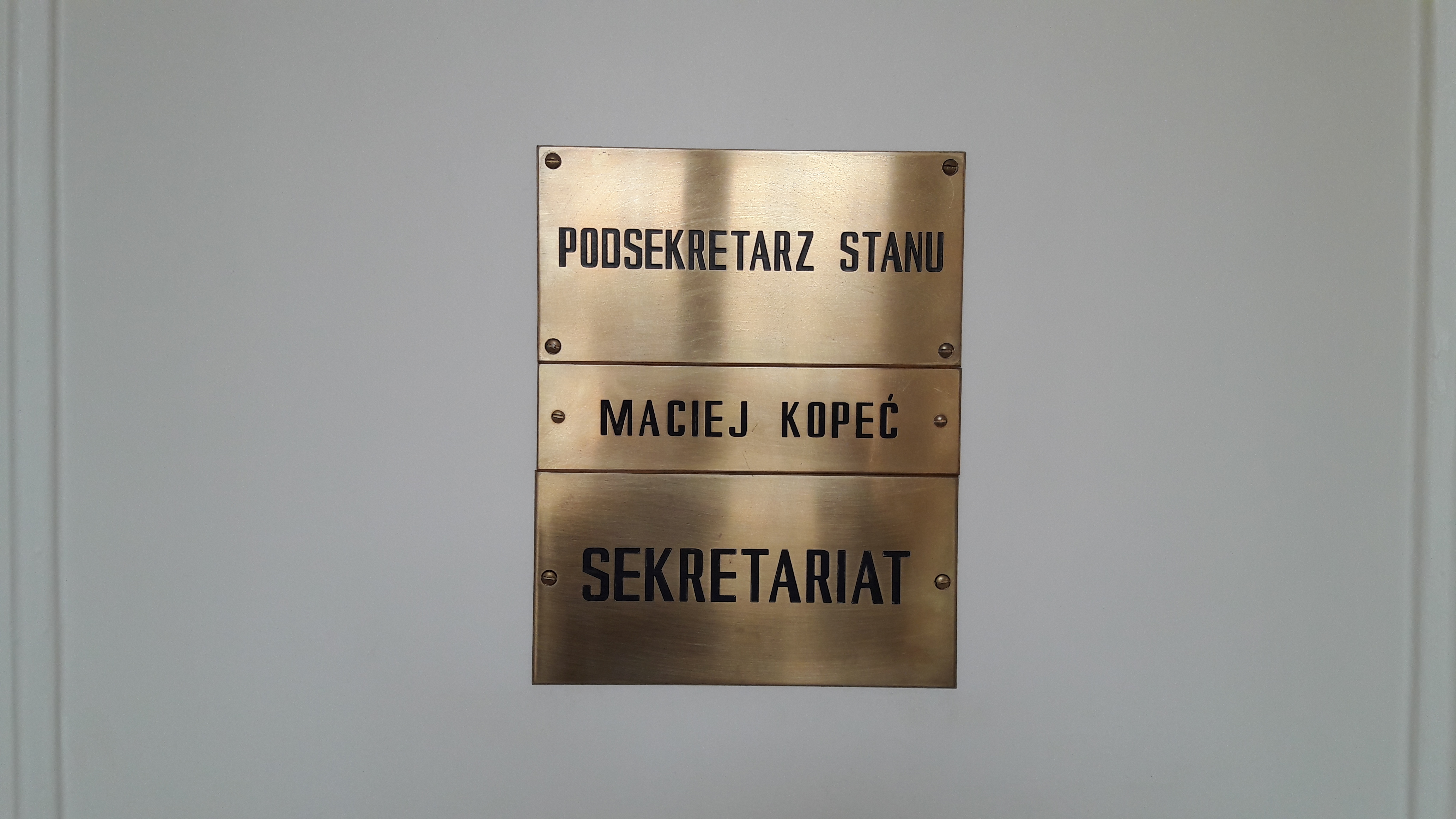
…i podsekretarza stanu

Sekretarz stanu, podsekretarz stanu – kierownicze stanowiska państwowe w Polsce, najwyżsi rangą urzędnicy w ministerstwach i w Kancelarii Prezesa Rady Ministrów, nazywani wiceministrami, powoływani przez Prezesa Rady Ministrów. Na podstawie odrębnych przepisów sekretarze stanu i podsekretarze stanu powoływani są również w Kancelarii Prezydenta Rzeczypospolitej Polskiej przez Prezydenta RP.

## Obecny stan prawny
Zgodnie z  art. 37 znowelizowanej ustawy z 8 sierpnia 1996 r. o Radzie Ministrów minister wykonuje swoje zadania m.in. przy pomocy sekretarzy stanu i podsekretarzy stanu. Sekretarz stanu zastępuje ministra w zakresie przez niego ustalonym lub zastępuje go podsekretarz stanu, jeżeli sekretarz stanu nie został powołany. Zakres ich czynności ustala właściwy minister, zawiadamiając o tym Prezesa Rady Ministrów.
Na mocy ustawy z 31 lipca 1981 r. o wynagrodzeniu osób zajmujących kierownicze stanowiska państwowe stanowiska sekretarza stanu i podsekretarza stanu (określonego w tej ustawie również jako wiceminister) są zaliczane do kierowniczych stanowisk państwowych.
Oprócz zastępowania ministra do podstawowych zadań sekretarzy stanu i podsekretarzy stanu należy sprawowanie merytorycznego nadzoru nad komórkami organizacyjnymi ministerstwa oraz jednostkami organizacyjnymi podległymi i nadzorowanymi przez ministra. Za bezpośredni nadzór nad komórkami organizacyjnymi realizującymi zadania w zakresie obsługi ministerstwa odpowiada dyrektor generalny, czyli osoba zatrudniona na wyższym stanowisku w służbie cywilnej.
Powołanie sekretarza stanu i podsekretarza stanu w ministerstwie przez Prezesa Rady Ministrów odbywa się na wniosek właściwego ministra, do odwołania ich przez premiera nie jest konieczny wniosek ministra. W myśl art. 38 ustawy o Radzie Ministrów sekretarze stanu i podsekretarze stanu składają dymisję w razie przyjęcia dymisji Rady Ministrów przez Prezydenta RP. O przyjęciu ich dymisji premier rozstrzyga w ciągu trzech miesięcy od dnia powołania rządu. Sekretarze stanu i podsekretarze stanu są powoływani i odwoływani przez premiera także w Kancelarii Prezesa Rady Ministrów. Sekretarze stanu lub podsekretarze stanu, wskazani przez ministrów i szefa KPRM, wchodzą w skład Komitetu Stałego Rady Ministrów.
Zgodnie z art. 103 i 108 Konstytucji RP, stanowisko sekretarza stanu może być łączone z mandatem poselskim i senatorskim. Stanowi to wyjątek od zasady niepołączalności stanowisk (incompatibilitas), co wynika z faktu, że stanowisko sekretarza stanu jest uznawane za polityczne i obsadzane zgodnie z układem sił politycznych w Sejmie. Zasadzie incompatibilitas podlegają natomiast stanowiska podsekretarzy stanu.
Sekretarzy stanu i podsekretarzy stanu powołuje i odwołuje również Prezydent RP w obsługującej go Kancelarii Prezydenta RP. Podstawą prawną ich funkcjonowania jest statut kancelarii nadawany zarządzeniem Prezydenta RP na podstawie art. 143 Konstytucji RP.
Sekretarze stanu i podsekretarze stanu pracujący w ministerstwach nazywani są wiceministrami. Różnica między nimi sprowadza się do kwestii kolejności w zastępstwie ministra oraz spraw reprezentacyjnych. Sekretarze stanu i podsekretarze stanu pracujący w Kancelarii Prezydenta RP i Kancelarii Prezesa Rady Ministrów nazywani są odpowiednio ministrami w Kancelarii Prezydenta RP i ministrami w Kancelarii Prezesa Rady Ministrów. Zwyczajowo sekretarzy stanu i podsekretarzy stanu tytułuje się grzecznościowo ministrami dla podwyższenia ich godności, także w okresie, kiedy skończyli już pełnić swoją funkcję.